# Římskokatolická církev v Bolívii
Katolická církev v Bolívii je součástí všeobecné církve na území Bolívie, pod vedením papeže a místních biskupů sdružených do Bolivijské biskupské konference (Conferencia episcopal boliviana, CEB; je součástí Rady latinskoamerických biskupských konferencí (CELAM)). Papež je v Bolívii zastupován apoštolským nunciem v La Paz. V Bolívii žije asi 9,3 miliónů pokřtěných katolíků, asi 82,5 % populace.

## Administrativní členění katolické církve v Bolívii
Sedmdesát dva diecézí je seskupeno do čtyřech metropolitních diecézí, do nichž náleží 10 diecézí a dvě teritoriální prelatury, v zemi je dále 5 apoštolských vikariátů bezprostředně podřízených Svatému stolci a jeden vojenský ordinariát:
- Arcidiecéze Cochabamba
  - Diecéze Oruro
  - Územní prelatura Aiquile
- Arcidiecéze La Paz
  - Diecéze Coroico
  - Diecéze El Alto
  - Územní prelatura Corocoro
- Arcidiecéze Santa Cruz de la Sierra
  - Diecéze San Ignacio de Velasco
- Arcidiecéze Sucre
  - Diecéze Potosí
  - Diecéze Tarija
- apoštolské vikariáty bezprostředně podřízené Svatému stolci:
  - Apoštolský vikariát Camiri
  - Apoštolský vikariát El Beni
  - Apoštolský vikariát Ñuflo de Chávez
  - Apoštolský vikariát Pando
  - Apoštolský vikariát Reyes
- Vojenský ordinariát Bolívie